# Plecoptera divergens
Plecoptera divergens là một loài bướm đêm trong họ Erebidae.